# セントルーシー郡 (フロリダ州)
セントルーシー郡（英: St. Lucie County）は、アメリカ合衆国フロリダ州のフロリダ半島南部大西洋岸に位置する郡である。人口は32万9226人（2020年）。郡庁所在地はフォートピアースであり、同郡で人口最大の都市はポートセントルーシーである。
セントルーシー郡はポートセントルーシー大都市圏に属している。

## 歴史
セントルーシー郡となった地域には狩猟採集型のアイス（インディアン）部族が住んでおり、その領土はセントジョンズ川の南からセントルーシー入り江にまで及んでいた。スペインが母国に富を運ぶときに強力なメキシコ湾流を生かすために大西洋岸に並行して航行したので、スペイン人探検家達がしばしば気性の荒い部族に遭遇していた。この地域はスペイン人によって、「リオ・デ・アイス」（後に英語化されてインディアンリバー）や「サンタルチア」など様々な名称で呼ばれていた。「サンタルチア」という名前は、さらに南に16世紀後半にスペインが造った短命の砦に付けられた名前だった。1715年、スペインの宝船船隊がこの地域の海で沈んだという伝説があり、この地域を「トレジャー海岸」と呼ぶことになった。
19世紀初期、スペイン政府はこの地域に幾つかの土地特許を発行しており、その1つが開拓者ジェイムズ・ハッチンソンに与えられた。この特許は広さ2,000エーカー (8.1 km2) に及ぶものであり、今日海岸のバリア島がハッチンソン島と呼ばれている。1800年代半ば、セミノール族インディアンと逃亡奴隷が、事実上無人の地域に逃げ場所を求めた。1837年には第二次セミノール戦争が起こった。同年12月、ベンジャミン・K・ピアース中佐の指揮する兵士集団がインディアン川を下って砦を設立し、ピアース砦と名付けた。現在セントルーシー郡の郡庁所在地はフォートピアースと呼ばれている。1841年、アメリカ合衆国政府が武装占領法の下に、この地域に進んで入植しようというアメリカ人開拓者に土地特許の発行を始めた。これら土地特許の幾つかは現在のセントルーシー郡域に入っていた。1851年の第三次セミノール戦争によって、今日のセントルーシービレッジとなっている地域に、カプロン砦という地域では2番目のアメリカ軍砦が造られることになった。
この時点から開拓者たちが健康と経済的な理由から南に下って来るようになり、次第に人口が増加していった。1890年代にはフロリダ東海岸鉄道が延伸されてきた。19世紀末の主要産業は、パイナップル栽培、漁業、海産物加工および牛の牧畜だった。柑橘類が主要産品になったのは1900年代初期になってからだった。フォートピアースは1901年に法人化された。
1905年までこの地域はブレバード郡に属していた。ただし、1844年から1855年までセントルーシー郡と呼ばれていたことがあった。1905年夏、ブレバード郡南部からセントルーシー郡が設立され、郡庁所在地をフォートピアースとした。当時郡内の開拓地としては、ジェンセン、イーデン、アンクノナ、ウォルトン、エルドレッド、ホワイトシティ、バイキング、セントルーシー、オスロ、ベロ、クエイ、セバスチャンなどがあった。1925年、郡領域の北部からインディアンリバー郡が設立され、南東部からはマーティン郡が作られた。マーティン郡はパームビーチ郡の北部も合わせた。セントルーシー郡の西部は1917年にオキーチョビー郡設立のために分割されていた。
1920年代にはインドリオやサンルーシーなどで土地投機が進み開発が計画されたが、1929年に世界恐慌が始まって挫折した。第二次世界大戦のとき、アメリカ海軍水陸両用訓練基地が、フォートピアースの南北のハッチンソン島に設立された。その運営中には14万人以上の兵士がこの基地で訓練を受けた。戦後、この地域に急激な人口増加がおこったが、その中にはこの基地で訓練を受けた兵士とその家族が混じっていた。
1958年、マックル・ブラザーズの子会社であるジェネラル・デベロプメント・コーポレーションが、新しい町を造るために郡南部、セントルーシー川沿いの土地数万エーカーを購入した。華美で人目を引く広告によって国内北東部から数多い退職者や家族を惹きつけ、後のポートセントルーシーの町の基盤ができた。20世紀後半の建設ブームにより、セントルーシーウェストや新しい計画都市のトラディションなどポートセントルーシー市の西や南の地域に町ができた。21世紀初期、2004年には大型ハリケーンに襲われ、2008年には住宅バブルが弾けて経済不況となるなど、試練の時代になった。2005年、セントルーシー郡は創設100周年を祝った。
2024年10月9日、ハリケーン・ミルトンの接近に伴い竜巻が多数発生。90分間に12回前後の竜巻が確認され郡内で6人が死亡した。また、移動式住宅125軒が破損して死傷者が出た。

## 地理
アメリカ合衆国国勢調査局に拠れば、郡域全面積は688.08平方マイル (1,782.1 km2)であり、このうち陸地572.45平方マイル (1,482.6 km2)、水域は115.63平方マイル (299.5 km2)で水域率は16.80%である。水域の大半は大西洋である。

### 交通
郡内にはセントルーシー交通計画機構がある。この組織は連邦政府が委任して資金手当てした交通政策立案組織である大都市圏計画機構の1つであり、セントルーシー郡の交通計画、実行計画作り、州と連邦政府の交通基金の資金手当てを任務にしている。選出された役人、セントルーシー郡教育委員会の代表、カウンシル・オン・エイジング・オブセントルーシーの一部門であるコミュニティ・トランシットの代表で構成されるセントルーシー交通計画機構理事会が管理している。1990年代にディマンド対応バスのサービスが開始されたが、郡内のみでのサービスだった。間もなく定期便運航に拡張された。2002年6月3日、フロリダ州交通省がマーティン郡への拡大資金を認め、トレジャー海岸コネクターとなった。

#### 主要高規格道路
- 州間高速道路94号線
- アメリカ国道1号線
- フロリダ州道716号線
- フロリダ州道70号線
- フロリダ州道68号線
- フロリダ州道615号線
- フロリダ州道614号線
- フロリダ・ターンパイク
- フロリダ州道号線
- フロリダ州道608号線
- フロリダ州道607号線
- フロリダ州道713号線

### 隣接する郡
- インディアンリバー郡 - 北
- マーティン郡 - 南
- オキーチョビー郡 - 西

## 人口動態
以下は2000年国勢調査による人口統計データである。
| 基礎データ - 人口: 192,695人 - 世帯数: 76,933 世帯 - 家族数: 54,237 家族 - 人口密度: 130人/km2（337人/mi2） - 住居数: 91,262軒 - 住居密度: 62軒/km2（159軒/mi2） 人種別人口構成 - 白人: 79.14% - アフリカン・アメリカン: 15.42% - ネイティブ・アメリカン: 0.24% - アジア人: 0.95% - 太平洋諸島系: 0.05% - その他の人種: 2.37% - 混血: 1.82% - ヒスパニック・ラテン系: 8.16% 先祖による構成 - イギリス系：34% - アフリカ系：15% - アイルランド系：14% - ドイツ系：13% - イタリア系：10% 言語による構成 - 英語：86.6% - スペイン語：7.6% - フランス系クレオール語: 1.6% - フランス語: 1.0% | 年齢別人口構成 - 18歳未満: 22.6% - 18-24歳: 6.6% - 25-44歳: 25.1% - 45-64歳: 23.0% - 65歳以上: 22.7% - 年齢の中央値: 42歳 - 性比（女性100人あたり男性の人口） - 総人口: 95.5 - 18歳以上: 92.8 世帯と家族（対世帯数） - 18歳未満の子供がいる: 26.3% - 結婚・同居している夫婦: 55.3% - 未婚・離婚・死別女性が世帯主: 11.1% - 非家族世帯: 29.5% - 単身世帯: 23.5% - 65歳以上の老人1人暮らし: 12.4% - 平均構成人数 - 世帯: 2.47人 - 家族: 2.89人 収入と家計 - 収入の中央値 - 世帯: 36,363米ドル - 家族: 41,381米ドル - 性別 - 男性: 30,047米ドル - 女性: 22,684米ドル - 人口1人あたり収入: 18,790米ドル - 貧困線以下 - 対人口: 13.4% - 対家族数: 9.6% - 18歳未満: 20.5% - 65歳以上: 7.7% |

## 都市と町

### 法人化自治体
1. フォートピアース市 - 郡庁所在地
2. ポートセントルーシー市
3. セントルーシー村

### 未編入地域
- アンコナ
- イーデン
- エルドレッド
- フォートピアースノース
- フォートピアースサウス
- ハッチンソンアイランドサウス
- インディアンリバーエステイツ
- レイクウッドパーク
- ノースハッチンソンアイランド
- リバーパーク
- セントルーシーウェスト
- トラディション
- ウォルトン
- ホワイトシティ

## 政治
セントルーシー郡選挙管理官のウェブサイトに拠れば、2012年10月1日時点の登録有権者数は173,304人であり、内訳は民主党74,281人、共和党55,755人、無党派36,517人、その他6,751人となっている。
| 年     | 共和党 | 民主党 | その他 |        |
| ------ | ------ | ------ | ------ | ------ |
| 2012年 | 45.58% | 53.42% | 1.0%   | [ 11 ] |
| 2008年 | 43.41% | 55.49% | 1.1%   | [ 12 ] |
| 2004年 | 47.56% | 51.80% | 0.6%   | [ 13 ] |
| 2000年 | 44.46% | 53.24% | 2.3%   | [ 14 ] |
| 1996年 | 39.3%  | 49.2%  | 11.5%  | [ 15 ] |
| 1992年 | 35.8%  | 35.1%  | 29.1%  | [ 16 ] |
| 1988年 | 64.6%  | 34.9%  | 0.004% | [ 17 ] |

## 教育
郡内の公共教育はセントルーシー郡公共教育学区が管轄している。
高等教育機関としては次のものがある。
- フロリダ・アトランティック大学 ポートセントルーシー・キャンパス
- インディアンリバー州立カレッジ、フォートピアース・キャンパスとポートセントルーシー・キャンパス
- カイザー大学 ポートセントルーシー・キャンパス
- フロリダ大学 食品・農業科学研究所、フォートピアース
- バリー大学 ポートセントルーシー・キャンパス

## 見どころ
- セントルーシー郡地域歴史センター[18]
- セントルーシー郡水族館[19]
- 実験的オカリナ研究保有地
- ヒースコート植物園
- オールドフォート公園
- セントルーシー郡国際空港
- 海軍 UDT-SEAL 博物館（フォートピアースが海軍SEALの最初の場所）

### 政府関連
- Board of County Commissioners
  - St. Lucie County Board of County Commissioners
- Constitutional officers
  - St. Lucie County Clerk
  - St. Lucie County Supervisor of Elections
  - St. Lucie County Property Appraiser
  - St. Lucie County Sheriff's Office
  - St. Lucie County Tax Collector

### 特殊地区
- School district
  - St. Lucie County School District
- Multi-county districts
  - South Florida Water Management District
  - Treasure Coast Regional Planning Council

### 司法関連
- St. Lucie County Clerk of Courts
- Public Defender, 19th Judicial Circuit of Florida
- State Attorney, 19th Judicial Circuit of Florida
- Circuit and County Courts for the 19th Judicial Circuit of Florida

座標: 北緯27度23分 西経80度26分 / 北緯27.38度 西経80.44度